# Le Pordenone
Pour les articles homonymes, voir Pordenone (homonymie).
Le Pordenone (en italien : Il Pordenone), surnom de Giovanni Antonio de' Sacchis (né à Corticelli près de Pordenone, 1483 - mort à Ferrare en 1539), est un peintre italien de l'école vénitienne. Giorgio Vasari, son principal biographe, l'identifie comme étant Giovanni Antonio Licinio.

## Biographie
Giovanni Antonio Licino est né en 1483 dans le village de Corticelli. Le surnom d'Il Pordenone lui fut donné en raison de la proximité de son village natal avec la ville frioulane de Pordenone.
En mauvais termes avec ses propres frères (il fut même sérieusement blessé à la main par l'un d'entre eux au cours d'une rixe), il abandonna finalement son patronyme pour le pseudonyme de Regillo ou De Regillo mais signa ses œuvres du nom de Antonius Portunaensis ou De Portunaonis, soit la forme latinisée de Antonio de Pordenone. Il fut fait chevalier par Charles Quint.
La légende faisant de lui un élève de Giovanni Bellini et un condisciple du Titien est usurpée : il fut l'élève du peintre Pellegrino da San Daniele et formé hors de Venise. Il était à Rome vers 1516 et Raphaël le marqua beaucoup. Si les environs de Pordenone ont vu naître plusieurs peintres de talent, le Pordenone reste le plus fameux d'entre eux par la vigueur de ses clairs-obscurs et la qualité picturale de ses carnations.
Sur ce dernier point, l'édition de 1911 de l'Encyclopædia Britannica le considérait comme « à peine inférieur au Titien en termes d'ampleur, de pulpe et de ton ». Les deux peintres furent d'ailleurs rivaux et Licinio fit même quelquefois mine d'être armé pendant qu'il peignait. Il excella dans l'art du portrait et pratiqua avec le même bonheur les techniques de la fresque et de la peinture à l'huile. Il fut cependant plus doué pour les figures masculines que pour les figures féminines, ces dernières étant quelque peu trop vigoureuses, tandis que son sens de la composition peine souvent à égaler ses autres mérites. Ses dernières œuvres sont considérées comme moins soignées et plus superficielles[réf. nécessaire].
Le Pordenone semble également avoir été réputé pour une véhémence et un caractère autoritaire qui transparaissent dans son style pictural. C'est d'ailleurs la violence des torsions et la hardiesse des poses des personnages peints par le Pordenone qui le rangent, d'après Antonio Pinelli, parmi les artistes de la phase de « l'Expérimentalisme anticlassique » qui culmine vers les années 1520.
Artiste itinérant, ses œuvres sont dispersées dans le nord-ouest de l'Italie. Il exécuta de nombreuses œuvres à Pordenone et dans le reste du Frioul ainsi qu'à Crémone et à Venise où il séjourna beaucoup à partir de 1527 et où il s'appliqua à rivaliser avec Titien. Cette lutte transforma son admiration en une amère rivalité lorsqu'il s'efforça de le supplanter comme peintre officiel. Il s'installa plus tard à Plaisance, ville dans laquelle se trouve toujours l'un de ses retables les plus renommés, Sainte Catherine d'Alexandrie se disputant avec les docteurs (l'artiste s'y est représenté sous les traits de saint Paul). Il fut ensuite convié par Hercule II d'Este à la cour de Ferrare, où il mourut subitement (empoisonné ?) peu de temps après, en 1539.
Parmi ses principaux élèves, on peut citer Bernardino Licinio, Gian Antonio Licinio dit Il Sacchiense, son gendre Pomponio Amalteo (qui reprit son atelier frioulan), ainsi que Giovanni Maria Calderari.

## Style

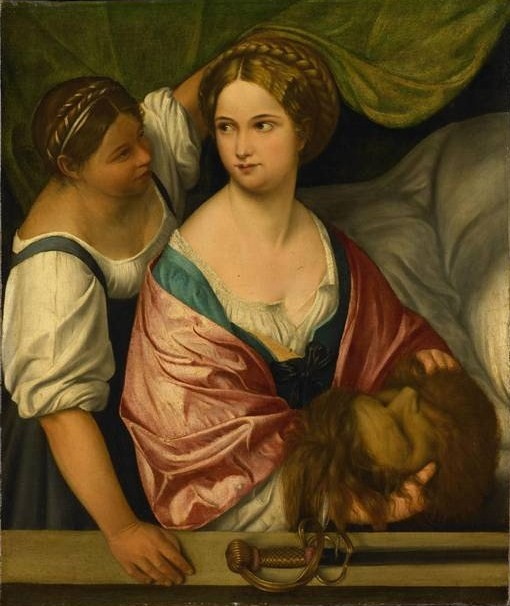
Judith tenant la tête d'Holopherne, Rijksmuseum.

Formé hors de Venise, il fut peu influencé par Giorgione. Il connaissait bien la peinture du centre de l'Italie et s'inspira des trompe-l'œil d'Andrea Mantegna et du mélange de formes vénitiennes et michelangelesques de Sebastiano del Piombo. Son style devint un amalgame d'inspirations diverses qui entraient en réaction avec son tempérament violent et passionné.
Sa Crucifixion de 1521 pour le Dôme de Crémone montre un attachement presque allemand aux détails marquant l'émotion et à un naturalisme irrationnel. Des œuvres comme Saint Martin et Saint Christophe (1528) sur les volets d'orgue de l'Église Saint-Roch de Venise posent des problèmes sur l'introduction des formes maniéristes à Venise ; on y voit les procédés maniéristes les plus répandus : grandes figures dans un espace restreint, mouvement forcé et clair-obscur appuyé employé sans raison.

## Œuvres
- Saint Prosdocimus et Saint Pierre (1516), Raleigh, North Carolina Museum of Art.
- Fresque du Golgotha (1520-1521), Crémone, cathédrale.
- Vierge à l'Enfant avec quatre saints (vers 1525), Susegana près de Trévise, église paroissiale.
- Panneaux du buffet d'orgue de la cathédrale Sainte-Marie-Majeure de Spilimbergo (1525)
- Vierge à l'Enfant avec saints (1525), Susegana, église paroissiale.
- Étude pour Le Martyre de saint Pierre (1526), Los Angeles, John Paul Getty Museum.
- Saint Martin et Saint Christophe (1528-1529), Venise, San Rocco.
- La Dispute de sainte Catherine avec des philosophes païens (1529), Plaisance, basilique Santa Maria di Campagna.
- L'Adoration des mages (1529), Plaisance, basilique Santa Maria di Campagna.
- Les Noces mystiques de sainte Catherine (1529), Plaisance, basilique Santa Maria di Campagna.
- Saint Laurent Giustiniani et autres saints (1532), Galeries de l'Académie de Venise (autrefois à Santa Maria dell' Orto).
- Saint Sébastien, saint Roch et sainte Catherine (1535), Venise, San Giovanni Elemosinario.
- Milon dévoré par le lion (vers 1535), Chicago, université de Chicago.
- Saint Gothard, Saint Sébastien et Saint Roch, Pordenone, Museo Civico d'Arte.
- Sainte Catherine et martyrs, Conegliano, Museo Civico.
- Dessins, Milan, bibliothèque Ambrosienne.
- L'Adoration des mages, Trévise, cathédrale de Trévise.
- L'Adoration des mages, Bergerac, église Notre-Dame.
- Saint Bonaventure, Londres, National Gallery.
- Saint Louis de Toulouse, Londres, National Gallery.

Œuvres du Pordenone
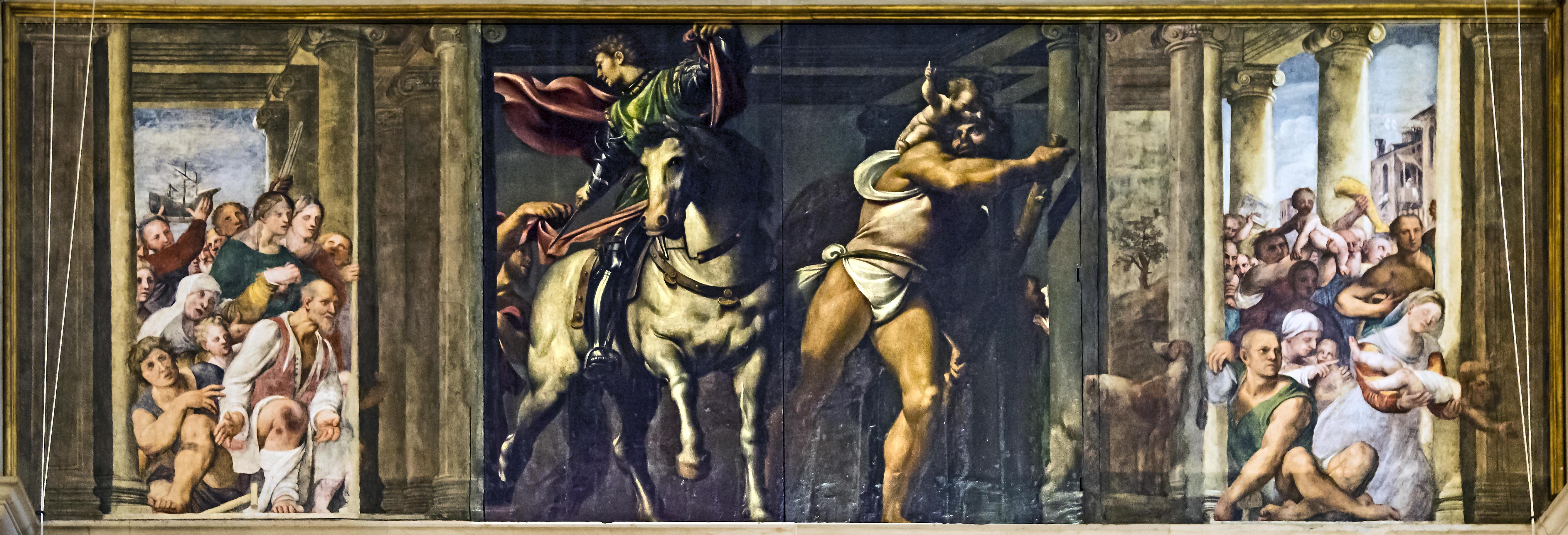
Saint Martin et Saint Christophe, Venise, église Saint-Roch.
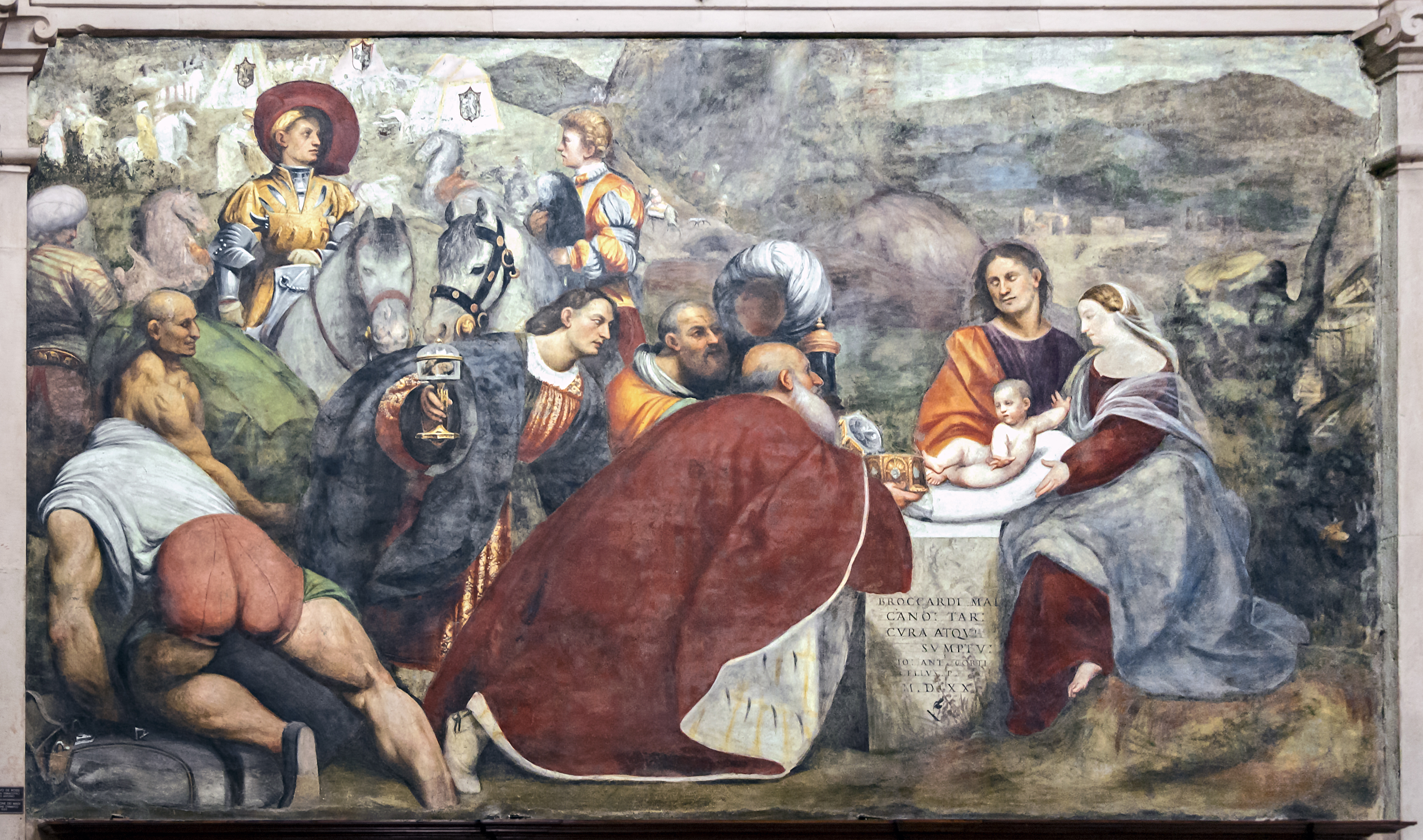
L'Adoration des mages, cathédrale de Trévise.